# Saccolongo
Saccolongo ist eine nordostitalienische Gemeinde (comune) mit 4948 Einwohnern (Stand 31. Dezember 2023) in der Provinz Padua in Venetien. Die Gemeinde liegt etwa 10 Kilometer westlich von Padua am Bacchiglione.